# Valeriaanbodemwants
De valeriaanbodemwants (Acompus rufipes) is een wants uit de onderfamilie Rhyparochrominae, uit de familie bodemwantsen (Lygaeidae).
De onderfamilie Rhyparochrominae wordt ook weleens als een zelfstandige familie Rhyparochromidae gezien in een superfamilie Lygaeoidea. Lygaeidae is conform de indeling van bijvoorbeeld het Nederlands Soortenregister.

## Uiterlijk
Het is een zwarte wants met lichtbruine voorvleugels, die 3,6 – 4,4 mm lang is. Op de voorvleugel is een donkere vlek. Ze kunnen zowel kortvleugelig (brachypteer) als langvleugelig (macropteer) zijn. De poten en een deel van de antennes zijn bruin.

## Verspreiding en habitat
Deze soort komt voor in Europa van het zuiden van  Scandinavië tot in het noorden van het Middellandse Zeegebied. Naar het oosten is hij verspreid tot in Siberië, Centraal-Azië en China. Hij heeft een voorkeur voor vochtige, gedeeltelijk schaduwrijke leefgebieden, maar hij kan ook in drogere gebieden voorkomen.

## Leefwijze
De ontwikkeling voltrekt zich op planten uit het geslacht valeriaan (Valeriana) (echte valeriaan (Valeriana officinalis), kleine valeriaan (Valeriana dioica), Valeriana sambucifolia) In tegenstelling tot veel andere soorten worden de eieren niet op de bodem, maar bij de bloemen van de valeriaan gelegd, waar de nimfen aan de rijpende zaden zuigen. Ook de imago’s houden zich niet veel op de bodem op, maar zitten in de planten. De imago’s overwinteren op droge plaatsen zoals tussen afgevallen bladeren, dood hout of in het mos. De paring is vanaf begin mei, terwijl de nieuwe generatie in augustus verschijnt.